# Bruno Dallansky
Bruno Dallansky (né le 19 septembre 1928 à Vienne, mort le 5 août 2008 dans la même ville) est un acteur autrichien.

## Biographie
Après des études universitaires, Bruno Dallansky est éducateur et enseignant avant de suivre les cours du Max Reinhardt Seminar. Il joue à Vienne (cafés-théâtres, Theater in der Josefstadt, Burgtheater), Bregenz, Berlin (Hebbel-Theater, Schillertheater), Hambourg (Deutsches Schauspielhaus), Munich (Schauspielhaus) ainsi que dans des festivals comme Salzbourg. Il fonde en 1951 sa propre troupe Kaleidoskop. Par ailleurs, il est aussi professeur d'art dramatique : il enseigne de 1979 à 1983 à la Otto-Falckenberg-Schule à Munich puis au Max Reinhardt Seminar.
Outre le cinéma, il travaille pour la télévision dans des adaptations théâtrales ou littéraires ainsi que dans des apparitions pour des séries télévisées, il est le commissaire Pfeifer dans plusieurs épisodes de Tatort.
Bruno Dallansky était marié à l'actrice Judith Holzmeister.

## Filmographie

### Cinéma
- 1953 : Flucht ins Schilf
- 1955 : Dunja
- 1957 : ...und führe uns nicht in Versuchung
- 1958 : Infirmière de nuit
- 1960 : Das Dorf ohne Moral (de)
- 1969 : Sieben Tage Frist (de)
- 1971 : Und Jimmy ging zum Regenbogen
- 1976 : Les Nouvelles Souffrances du jeune W.
- 1981 : Der Mond ist nur a nackerte Kugel
- 2002 : Gebürtig

### Téléfilms
- 1960 : The Magnificent Rebel
- 1971 : Der Fall Jägerstätter (de)
- 1975 : Totstellen (de)
- 1976 : Jakob der Letzte (de)
- 1977 : Der Bauer und der Millionär
- 1979 : Der Lebemann
- 1980 : Ein Abend mit Labiche
- 1981 : Der lebende Leichnam
- 1985 : Via Mala
- 1990 : Le Roi de la bière
- 1995 : La Marche de Radetzky

### Séries télévisées
- 1972 : Tatort: Rechnen Sie mit dem Schlimmsten (de) : Munck
- 1975 : Inspecteur Derrick : L'Ami de Kamilla
- 1978 : Le Renard : Max Steiger (Saison 2, épisode 9 : La colonne/Die Kolonne)
- 1979 : Inspecteur Derrick : La 3e victime
- 1980 : Tatort: Mord auf Raten (de) : Ferdinand Kindler
- 1982 : Inspecteur Derrick : Un voyage à Lindau
- 1984 : Waldheimat
- 1985 : Schöne Ferien: Urlaubsgeschichten aus Kenia
- 1986 : Tatort: Der Tod des Tänzers (de) : Inspecteur principal Pfeifer
- 1986 : Tatort: Die Spieler (de) : Erker
- 1987 : Tatort: Die offene Rechnung (de) : Inspecteur principal Pfeifer
- 1987 : Tatort: Tod im Elefantenhaus (de) : Walter Pohle
- 1987 : Tatort: Superzwölfer (de) : Inspecteur principal Pfeifer
- 1987 : Tatort: Wunschlos tot (de) : Inspecteur principal Pfeifer
- 1987 : Tatort: Der letzte Mord (de) : Inspecteur principal Pfeifer
- 1987 : Tatort: Atahualpa (de) : Inspecteur principal Pfeifer
- 1987 : Tatort: Flucht in den Tod (de) : Inspecteur principal Pfeifer
- 1988 : Tatort: Feuerwerk für eine Leiche (de) : Inspecteur principal Pfeifer

## Source de la traduction
- (de) Cet article est partiellement ou en totalité issu de l’article de Wikipédia en allemand intitulé « Bruno Dallansky » (voir la liste des auteurs).